# Oratorio di Santa Maria della Fede
L'oratorio di Santa Maria della Fede è un edificio sacro di interesse storico ed artistico di Napoli; è ubicato in via Pallonetto a Santa Chiara.
Destinato come ritiro penitenziale femminile su idea della regina Maria Amalia di Sassonia, l'oratorio sorse nel XVI secolo e venne ampiamente rifatto ne XVIII secolo; inoltre divenne sede di un ospedale femminile e di un conservatorio.
La facciata di via Pallonetto a Santa Chiara è caratterizzata da finestre con semplici cornici in piperno e si conclude con un corcione della stessa pietra. Il portale della chiesa, che si affaccia su via San Giovanni Maggiore Pignatelli, è in piperno: esso presenta una notevole decorazione marmorea ed è sormontato da un oculo in stucco.
Sempre nella stessa via, al n° 5, è visibile una bella volta settecentesca disposta ad esedra.
Dal 2015 il complesso è usato come luogo di arte contemporanea.